# TN 81
TN 81 é uma ogiva nuclear francesa, que atualmente equipa o míssil de cruzeiro Air-Sol Moyenne Portée (ASMP), o componente aéreo da Force de frappe da França.
É uma ogiva termonuclear, o seu rendimento varia de 100 a 300 quilotons de TNT e usa explosivos insensíveis como uma medida de segurança contra detonações acidentais. Entrou em serviço em 1988. As 60 ogivas produzidas são portadas pelos Mirage 2000N da Força Aérea Francesa e 20 Super Etendart da aviação naval. Provavelmente também equipam atualmente os Dassault Rafale

## Referencias
- Norris, Robert, Burrows, Andrew, Fieldhouse, Richard "Nuclear Weapons Databook, Volume V, British, French and Chinese Nuclear Weapons, San Francisco, Westview Press, 1994, ISBN 0-8133-1612-X